# Jamie Dimon
James „Jamie“ Dimon (* 13. března 1956 New York) je americký bankéř a miliardář. Od roku 2005 je předsedou správní rady a generálním ředitelem banky JPMorgan Chase, největší z Velké čtyřky amerických bank. Před tím byl členem správní rady newyorské Federální rezervní banky. Dimon byl časopisem Time zařazen v letech 2006, 2008, 2009 a 2011 na seznam 100 nejvlivnějších osobností světa. Jeho majetek je odhadován na 1,8 miliardy amerických dolarů.
Vystudoval psychologii a ekonomii na Tufts University a v roce 1982 MBA na Harvard Business School.
V roce 2014 mu byla diagnostikována rakovina hrdla. V roce 2020 prodělal „urgentní operaci srdce“.